# Chaitophorus populifoliae
Chaitophorus populifoliae är en insektsart som beskrevs av Oestlund 1910. Chaitophorus populifoliae ingår i släktet Chaitophorus och familjen långrörsbladlöss. Inga underarter finns listade i Catalogue of Life.